# Бродяги Півночі
«Бродяги Півночі» —український радянський художній фільм 1983 року, знятий режисером Ігорем Негреску на студії «Київнаукфільм».

## Сюжет
За однойменною повістю американського письменника Джеймса Олівера Кервуда. Розповідь про життя природи, про дружбу та вірність цуценяти Мікі та бурого ведмежати Неєви.

## У ролях
- Валерія Цой — Нанетта
- Петеріс Ґаудіньш — Редж Челлонер
- Микола Кузьмін — індіанець Макокі
- Олександр Агапов — Макдонел
- Аня Семенова — Марі
- Стасіс Петронайтіс — Дюран (озвучив Юрій Саранцев)
- Валерій Шевченко  — Жак Лебо
- Віталій Матвєєв — Граус П'єт

## Знімальна група
- Режисер-постановник: Ігор Негреску
- Сценаристи: Ігор Негреску, Євген Шафранський
- Оператори-постановники: Альберт Виноградов, Віталій Філіппов
- Художник-постановник: Юрій Шишков
- Музичне оформлення: Г. Бульдо
- Звукооператор: Ірина Чефранова
- Редактор: Ю. Майхровська
- Художник по костюмах: Н. Компанець
- Художник по гриму: Ніна Тихонова
- Режисери монтажу: Н. Германова, Н. Дудікова
- Директор картини: Ф. Кофман